# اوبافمی مارتینس
اوبافمی مارتینس (انگلیسی: Obafemi Martins؛ زادهٔ ۲۸ اکتبر ۱۹۸۴) یک بازیکن سابق فوتبال اهل نیجریه است.وی همچنین در تیم‌ ملی فوتبال نیجریه در ۴۲ بازی ملی ۱۸ گل به ثمر رسانده است.